# Italopodisma
Italopodisma is een geslacht van rechtvleugeligen uit de familie veldsprinkhanen (Acrididae). De wetenschappelijke naam van dit geslacht werd voor het eerst geldig gepubliceerd in 1973 door Carl Otto Harz.

## Soorten
Het geslacht Italopodisma omvat de volgende soorten:
- Italopodisma acuminata La Greca, 1969
- Italopodisma baccettii La Greca, 1969
- Italopodisma costae Targioni-Tozzetti, 1881
- Italopodisma ebneri La Greca, 1954
- Italopodisma fiscellana La Greca, 1954
- Italopodisma lagrecai Galvagni, 1973
- Italopodisma lucianae Baccetti, 1959
- Italopodisma samnitica La Greca, 1954
- Italopodisma trapezoidalis La Greca, 1969